# Mucankende
Mucankende är ett periodiskt vattendrag i Burundi. Det ligger i den centrala delen av landet, 110 kilometer öster om huvudstaden Bujumbura.
Omgivningarna runt Mucankende är en mosaik av jordbruksmark och naturlig växtlighet. Runt Mucankende är det ganska tätbefolkat, med 75 invånare per kvadratkilometer.